# 4482 Frerebasile
4482 Frerebasile је астероид главног астероидног појаса чија средња удаљеност од Сунца износи 2,342 астрономских јединица (АЈ).
Апсолутна магнитуда астероида је 12,8.